# Pileolaria gelasinifera
Pileolaria gelasinifera är en ringmaskart som beskrevs av Pillai 1970. Pileolaria gelasinifera ingår i släktet Pileolaria och familjen Serpulidae. Inga underarter finns listade i Catalogue of Life.